# Langbahn-Weltmeisterschaft
Die Langbahn-Weltmeisterschaft ist ein Prädikatswettbewerb im Motorrad-Bahnsport. Sie wurde durch den Motorradsport-Weltverband FIM im Jahr 1971 für Solo-Bahnmotorräder bis 500 cm³ eingeführt und ging aus der bis 1970 ausgetragenen Sandbahn-Europameisterschaft hervor.
Die Weltmeister auf der Langbahn werden über diesen Wettbewerb ermittelt. Die Rennen werden auf Bahnen mit einem Untergrund aus Sand, Gras oder einem Untergrund wie er auf Speedwaybahnen zu finden ist ausgetragen. Die Mindestlänge einer prädikatstauglichen Bahn muss 400 m betragen. Die Bahnlänge kann in diesem Zusammenhang bis zu 1.200 m betragen. Austragungswürdige Langbahnen sind in der Regel oval oder trioval. Die Kurvenradien der einzelnen Kurven einer Bahn können hierbei variieren.

## Geschichte der Langbahn-Weltmeisterschaft
Nachdem die Sandbahn-Europameisterschaft bis 1970 als einziges Prädikat auf Langbahnen ausgetragen wurde, gab es den Anreiz diesen Wettbewerb zu einer Weltmeisterschaft aufzuwerten. Zum einen wollte man die Attraktivität dieser Sportart erhöhen, zum anderen konnten so auch Fahrer aus nicht europäischen Ländern an diesem Wettbewerb teilnehmen. Durch den Anreiz eines Weltmeistertitels sollte das Spektrum der Teilnehmer somit auch auf Fahrer erweitert werden, die zuvor im Bahnsport nur an Speedway-Prädikaten teilgenommen hatten. In den Anfangsjahren wurde die neue Serie durch Fahrer wie Ivan Mauger/NZL und Ole Olsen/DK geprägt, die sich als erste in die Siegerlisten der neuen Serie einschrieben. Aber auch vormalige Sandbahn-Europameister wie Manfred Poschenrieder/D und Jon Ödegaard/NOR konnten sich im Rahmen der ersten Austragungen der Langbahn-Weltmeisterschaft Podestplätze sichern.
Der eigentlich nur als Reservefahrer angereiste Egon Müller/D sorgte dann 1974 für die erste Überraschung der Langbahn-Weltmeisterschaft. Nach einer Verletzung des qualifizierten Jan Käter/D rutschte er ins Hauptfeld und konnte sich den Titel sichern. Bis 1984 gewann Egon Müller noch zwei weitere Weltmeistertitel auf der Langbahn und erreichte vier weitere Podestplatzierungen.
Bis 1987 waren Ivan Mauger und Egon Müller mit jeweils drei Weltmeistertiteln die erfolgreichsten Fahrer in diesem Wettbewerb, bis Karl Maier/D mit ihnen gleich zog. Im Jahre 1988 wurde Karl Maier mit seinem vierten Weltmeistertitel der bis dato erfolgreichste Fahrer der Langbahn-Weltmeisterschaft. Bis zu diesem Zeitpunkt gewannen immer wieder Fahrer den Weltmeistertitel die zunehmend auch im Speedwaysport erfolgreich waren. Sowohl im Speedway als auch auf der Langbahn den Weltmeistertitel zu erobern gelang in diesem Zusammenhang Ivan Mauger/NZL, Ole Olsen/DK, Egon Müller/D, Anders Michanek/SWE, Michael Lee/GB sowie Erik Gundersen/DK. Immer wieder waren auf den Siegerpodesten der Langbahn-Weltmeisterschaft aber auch Fahrer zu finden, die sich vornehmlich auf die Langbahn spezialisiert hatten, so wurde im Jahr 1979 z. B. Alois Wiesböck/D Weltmeister.
Bereits in den achtziger Jahren machte aber auch der britische Fahrer Simon Wigg zunehmend auf sich aufmerksam. Wiggy wie ihn seine Fans nannten gewann zwischen 1985 und 1994 fünf Weltmeistertitel und war somit neuer Rekordweltmeister in dieser Disziplin. Wigg wurde zudem 1989 Vizeweltmeister im Speedway.
Unvergessen bleibt auch der bis dato einzige Titel eines Schweizer Fahrers, als Marcel Gerhard sich 1992 in Pfarrkirchen gegen die gesamte Weltelite durchsetzen konnte. Gerd Riss/D und Kelvin Tatum/GB waren dann die letzten Fahrer, die sich in einem klassischen „Weltfinale“ auf der Langbahn den Titel sichern konnten.
Nach der Einführung der Grand-Prix-Serie im Langbahnsport 1997 schwand auch das Interesse der Speedway-Spezialisten an dieser Serie. Durch Terminüberschneidungen mit lukrativeren Speedwayveranstaltungen, vertraglichen Verpflichtungen mit Speedway-Ligavereinen und einem geringen finanziellen Anreiz hinsichtlich der Preisgeldgestaltung sahen viele Fahrer davon ab sich über eine ganze Saison mit konkurrenzfähigem Material einzudecken, um an der Langbahn-Weltmeisterschaft teilzunehmen. Die Langbahn-Weltmeisterschaft war somit zunehmend eine Sportart für Fahrer, die sich auf diese Disziplin spezialisierten.
Der erste Weltmeistertitel in der Grand-Prix-Serie ging an Tom Dunker/D. In den Folgejahren gab es immer wieder spannende Duelle um den Titel zwischen Gerd Riss/D, Kelvin Tatum/GB und Robert Barth/D. Bis 2009 machten diese drei Fahrer die Weltmeisterschaftstitel unter sich aus. In diesem Zusammenhang gewann Kelvin Tatum drei Weltmeisterschaften, Robert Barth deren vier. Zum alleinigen Rekordweltmeister krönte sich Gerd Riss im Jahre 2007, als er seinen sechsten Titel einfahren konnte. Bis 2009 gewann er zudem noch zwei weitere Weltmeisterschaften auf der Langbahn und ist bis heute mit insgesamt acht Titeln Rekordweltmeister.
Ab der Saison 2010 folgte dann die Siegesfahrt des fliegenden Finnen Jonas Kylmäkorpi, der die Langbahn-Weltmeisterschaft vier Jahre in Folge in beeindruckender Manier gewinnen konnte. Seit 2014 werden die Weltmeisterschaftstitel auf der Langbahn vornehmlich durch die Garde der „jungen wilden Fahrer“ errungen die zunehmend auch im Speedwaysport aktiv sind. Erik Riss/D, Jannick de Jong/NL, Mathieu Trésarrieu/FRA, Martin Smolinski/D, Dimitri Bergé/FRA, Lukas Fienhage/D und Romano Hummel/NL.

## Popularität der Langbahn-Weltmeisterschaft
Die Langbahn-Weltmeisterschaft als Prädikatswettbewerb im Bahnsport hat im Vergleich zur Speedway-Weltmeisterschaft einen relativ geringen internationalen Stellenwert. Traditionell werden Lang- und Grasbahnrennen nur in Deutschland, den Niederlanden, Großbritannien, Frankreich, Skandinavien und der Tschechischen Republik ausgetragen. Vereinzelte Veranstaltungen gibt es zudem in Australien und Neuseeland. Aufgrund eines geringen finanziellen Anreizes ist die Langbahn-Weltmeisterschaft ein Wettbewerb der vor allem von Hobbyrennfahrern betrieben wird. Vereinzelt zieht das Prestige des Weltmeistertitels aber auch Profifahrer an, die ansonsten überwiegend im Speedway aktiv sind.

## Austragungsmodus der Langbahn-Weltmeisterschaft
Ablauf und Wertung eines „Weltfinals“ 1971 - 1996
Seit der ersten Austragung im Jahr 1971 bis einschließlich 1996 wurde der Weltmeister in einem eintägigen Event ermittelt, dem sogenannten „Langbahn-Weltfinale“. Um sich für das Weltfinale zu qualifizieren, wurden in der jeweiligen Saison zuvor Qualifikationsrennen ausgetragen.
Von 1971 bis 1987 sowie von 1991 bis 1996 waren in den „Weltfinal-Rennen“ jeweils 18 Fahrer startberechtigt. Zudem wurde das Fahrerfeld um zwei Reservefahrer ergänzt. Ein Rennen bestand aus neun Vorläufen, unterteilt in drei Wertungsblöcken von jeweils drei Läufen. In jedem Lauf standen sechs Fahrer am Startband, so dass jeder Fahrer in den Vorläufen drei Mal zum Einsatz kam. Punkteverteilung je Lauf (5-4-3-2-1-0). Die zwölf punktbesten Fahrer qualifizierten sich für zwei Semifinalläufe. Die dann punktbesten sechs Fahrer für das Finale. Weltmeister wurde der Fahrer der nach dem Finale die meisten Punkte eingefahren hatte.
In den Jahren 1988 bis 1990 waren in den „Weltfinal-Rennen“ jeweils 16 Fahrer startberechtigt. Das Feld wurde um zwei bis vier Reservefahrer ergänzt. Ein Rennen bestand aus acht Vorläufen, unterteilt in vier Wertungsblöcken von jeweils zwei Läufen. In jedem Lauf standen acht Fahrer am Startband, so dass jeder Fahrer in den Vorläufen vier Mal zum Einsatz kam. Punkteverteilung je Lauf (7-6-5-4-3-2-1-0). Die 16 punktbesten Fahrer qualifizierten sich für zwei Semifinalläufe. Die dann punktbesten acht Fahrer für das Finale. Weltmeister wurde der Fahrer der nach dem Finale die meisten Punkte eingefahren hatte.

Ablauf und Wertung einer Langbahn-Grand-Prix-Saison 1997 - 2012
Seit der Saison 1997 wird der Weltmeister über das „Grand-Prix-System“ ermittelt.
Der Austragungsmodus für ein „Grand-Prix-Rennen“ wurde in Bezug auf die vorherigen „Weltfinal-Rennen“ beibehalten, jedoch auf vier- statt der bisherigen drei Wertungsblöcke in den Vorläufen erweitert.
Für die bei einem Grand-Prix erreichten Platzierungen wurden Punkte verteilt. Durch Addition der Punkte aller „Grand-Prix-Rennen“ entstand das Gesamtklassement.
| Platz  | 1  | 2  | 3  | 4  | 5  | 6  | 7  | 8  | 9  | 10 | 11 | 12 | 13 | 14 | 15 | 16 | 17 | 18 |
| Punkte | 25 | 20 | 18 | 16 | 14 | 13 | 12 | 11 | 10 | 9  | 8  | 7  | 6  | 5  | 4  | 3  | 2  | 1  |

Weltmeister wurde der Fahrer, der nach Austragung aller Grand-Prix-Rennen einer Saison die meisten Punkte eingefahren hatte.
Ablauf und Wertung einer Langbahn-Grand-Prix-Saison seit 2013
Ab der Saison 2013 wurde der Modus für die Austragung eines Grand-Prix geändert. Seitdem sind 15 Fahrer startberechtigt. Das Feld wird um zwei Reservefahrer ergänzt.
Ein Rennen besteht aus 15 Vorläufen unterteilt in fünf Wertungsblöcken von jeweils drei Läufen. In jedem Lauf stehen fünf Fahrer am Startband. In den Vorläufen kommt somit jeder Fahrer fünf Mal zum Einsatz. Punkteverteilung je Lauf (4-3-2-1-0).
Die drei punktbesten Fahrer qualifizierten sich direkt für den Finallauf. Die Fahrer auf den Plätzen vier bis acht nach den Vorläufen qualifizieren sich für den „Last-Chance-Heat“. Aus diesem Lauf qualifizieren sich die Fahrer auf Platz eins und zwei ebenfalls für das Finale. Die Tageswertung auf den Plätzen eins bis fünf erfolgt nach Einlaufplatzierung im Finallauf.
Die Fahrer auf den Plätzen drei bis fünf im „Last-Chance-Heat“ qualifizieren sich für den Platzierungslauf (Consoltation-Final), an dem auch die Fahrer auf den Plätzen neun und zehn nach den Vorläufen teilnehmen. Die Tageswertung auf den Plätzen sechs bis zehn erfolgt nach Einlaufergebnis im Platzierungslauf.
Die Fahrer auf den Plätzen elf bis 15 werden nach den Punkten in den Vorläufen gewertet.
Grand-Prix-Sieger ist der Gewinner des Finallaufs.
Für die bei einem Grand-Prix erreichten Platzierungen werden Punkte verteilt. Durch die Addition der Punkte aller Grand-Prix-Rennen entstand das Gesamtklassement.
| Platz  | 1  | 2  | 3  | 4  | 5  | 6  | 7  | 8 | 9 | 10 | 11 | 12 | 13 | 14 | 15 |
| Punkte | 21 | 19 | 17 | 15 | 13 | 11 | 10 | 9 | 8 | 7  | 5  | 4  | 3  | 2  | 1  |

Weltmeister wird der Fahrer der nach Austragung aller Grand-Prix-Rennen einer Saison die meisten Punkte eingefahren hat.

## Langbahn-Grand-Prix-Challenge
Der Langbahn-Grand-Prix-Challenge ist das Qualifikationsrennen für die Langbahn-Weltmeisterschaft im Folgejahr. Im „Challenge“ sind 25 Fahrer startberechtigt. Das Feld wird um zwei Reservefahrer ergänzt. Der Challenge besteht aus 25 Läufen unterteilt in fünf Wertungsblöcken von jeweils fünf Läufen. In jedem Lauf stehen fünf Fahrer am Startband, so dass jeder Fahrer fünf Mal zum Einsatz kommt. Punkteverteilung je Lauf (4-3-2-1-0). Die vier punktbesten Fahrer qualifizierten sich im Challenge direkt für die Langbahn-Weltmeisterschaft in der Folgesaison.

## Qualifikation für die Langbahn-Weltmeisterschaft
Folgende Fahrer sind für die Langbahn-Weltmeisterschaft qualifiziert:
- Die Top sechs Fahrer der Langbahn-Weltmeisterschaft der Vorsaison.
- Die Top fünf Fahrer des Langbahn-Grand-Prix-Challenge der Vorsaison.
- Drei permanente Wildcardfahrer die zum Abschluss einer Saison vom Motorrad-Weltverband (FIM) benannt werden.
- Pro Grand-Prix wird zudem eine „Veranstalter-Wild-Card“ vergeben sowie zwei Reservefahrer benannt.

## Siegerlisten der Langbahn-Weltmeisterschaft

### Langbahn-Weltmeisterschafts-Finale 1971–1996
| Jahr | Ort             | Weltmeister     | Platz 2               | Platz 3                       |
| ---- | --------------- | --------------- | --------------------- | ----------------------------- |
| 1971 | Oslo            | Ivan Mauger     | Manfred Poschenrieder | Runo Wedin                    |
| 1972 | Mühldorf am Inn | Ivan Mauger     | Manfred Poschenrieder | Jon Ödegaard                  |
| 1973 | Oslo            | Ole Olsen       | Hans Siegl            | Manfred Poschenrieder         |
| 1974 | Scheeßel        | Egon Müller     | Ivan Mauger           | Alois Wiesböck                |
| 1975 | Gornja Radgona  | Egon Müller     | Ivan Mauger           | Ole Olsen                     |
| 1976 | Marienbad       | Ivan Mauger     | Ole Olsen             | Egon Müller                   |
| 1977 | Aalborg         | Anders Michanek | Hans Siegl            | Ole Olsen                     |
| 1978 | Mühldorf am Inn | Egon Müller     | Alois Wiesböck        | Peter Collins                 |
| 1979 | Marienbad       | Alois Wiesböck  | Anders Michanek       | Ole Olsen                     |
| 1980 | Scheeßel        | Karl Maier      | Egon Müller           | Josef Aigner Christoph Betzl* |
| 1981 | Gornja Radgona  | Michael Lee     | Christoph Betzl       | Anders Michanek               |
| 1982 | Korskro         | Karl Maier      | Alois Wiesböck        | Egon Müller                   |
| 1983 | Marienbad       | Shawn Moran     | Jiří Štancl           | Karl Maier                    |
| 1984 | Herxheim        | Erik Gundersen  | Egon Müller           | Karl Maier                    |
| 1985 | Korskro         | Simon Wigg      | Jiří Štancl           | Peter Collins                 |
| 1986 | Pfarrkirchen    | Erik Gundersen  | Peter Collins         | Marcel Gerhard                |
| 1987 | Mühldorf am Inn | Karl Maier      | Simon Wigg            | Shawn Moran                   |
| 1988 | Scheeßel        | Karl Maier      | Klaus Lausch          | Chris Morton                  |
| 1989 | Marienbad       | Simon Wigg      | Aleš Dryml            | Karl Maier                    |
| 1990 | Herxheim        | Simon Wigg      | Karl Maier            | Hans-Otto Pingel              |
| 1991 | Marienbad       | Gerd Riss       | Aleš Dryml            | Jan O. Pedersen               |
| 1992 | Pfarrkirchen    | Marcel Gerhard  | Mitch Shirra          | Karl Maier                    |
| 1993 | Mühldorf am Inn | Simon Wigg      | Karl Maier            | Marcel Gerhard                |
| 1994 | Marienbad       | Simon Wigg      | André Pollehn         | Gerd Riss                     |
| 1995 | Scheeßel        | Kelvin Tatum    | Simon Wigg            | Walter Scherwitzki            |
| 1996 | Herxheim        | Gerd Riss       | Bernd Diener          | Robert Barth                  |

* 1980 wurden zwei Bronzemedaillen nach Punktgleichheit vergeben, nachdem der ursprünglich auf Platz drei gewertete Alois Wiesböck im Nachhinein disqualifiziert wurde.

### Langbahn-Weltmeisterschafts-Grands-Prix seit 1997
| Jahr | Grands Prix | Austragungsorte                                                        | Weltmeister        | Platz 2              | Platz 3              |
| ---- | ----------- | ---------------------------------------------------------------------- | ------------------ | -------------------- | -------------------- |
| 1997 | 5           | Aduard Cloppenburg Pfarrkirchen Marmande Marienbad                     | Tom Dunker         | Steve Schofield      | Glenn Cunningham     |
| 1998 | 5           | Aduard Marmande Abingdon-on-Thames Scheeßel Mühldorf am Inn            | Kelvin Tatum       | Robert Barth         | Steve Schofield      |
| 1999 | 5           | Jübek Marmande Eenrum Berghaupten Mühldorf am Inn                      | Gerd Riss          | Robert Barth         | Kelvin Tatum         |
| 2000 | 5           | Jübek Abingdon-on-Thames Eenrum Morizès Harsewinkel                    | Kelvin Tatum       | Robert Barth         | Matthias Kröger      |
| 2001 | 4           | Parchim Collier Street Herxheim Morizès                                | Gerd Riss          | Kelvin Tatum         | Robert Barth         |
| 2002 | 5           | Bielefeld Saint-Colomb-de-Lauzun Scheeßel Morizès Parchim              | Robert Barth       | Kelvin Tatum         | Gerd Riss            |
| 2003 | 6           | Bielefeld Mühldorf am Inn Marmande Collier Street Morizès New Plymouth | Robert Barth       | Kelvin Tatum         | Gerd Riss            |
| 2004 | 5           | Bielefeld Marmande Pfarrkirchen Morizès New Plymouth                   | Gerd Riss          | Kelvin Tatum         | Bernd Diener         |
| 2005 | 4           | Mühldorf am Inn Marmande Parchim Morizès                               | Robert Barth       | Gerd Riss            | Paul Hurry           |
| 2006 | 3           | Saint-Macaire Morizès Vechta                                           | Robert Barth       | Joonas Kylmäkorpi    | Gerd Riss            |
| 2007 | 3           | Pfarrkirchen Saint-Macaire Marmande                                    | Gerd Riss          | Joonas Kylmäkorpi    | Mathieu Trésarrieu   |
| 2008 | 4           | Marienbad Saint-Macaire Morizès Vechta                                 | Gerd Riss          | Glen Phillips        | Dirk Fabriek         |
| 2009 | 5           | Marienbad Marmande Herxheim Morizès Vechta                             | Gerd Riss          | Stéphane Trésarrieu  | Dirk Fabriek         |
| 2010 | 6           | Pfarrkirchen Saint-Macaire Marmande Eenrum Vechta Marienbad            | Joonas Kylmäkorpi  | Theo Pijper          | Richard Speiser      |
| 2011 | 7           | Marienbad Forus Forssa Marmande Groningen Vechta Morizès               | Joonas Kylmäkorpi  | Richard Speiser      | Stephan Katt         |
| 2012 | 6           | Forssa Forus Groningen Marmande Morizès Vechta                         | Joonas Kylmäkorpi  | Martin Smolinski     | Josef Franc          |
| 2013 | 6           | Forssa Forus Marmande Rzeszów Vechta Morizès                           | Joonas Kylmäkorpi  | Jannick de Jong      | Richard Hall         |
| 2014 | 5           | Herxheim Marmande Eenrum Morizès Mühldorf am Inn                       | Erik Riss          | Jannick de Jong      | Joonas Kylmäkorpi    |
| 2015 | 4           | Herxheim Eenrum Vechta Morizès                                         | Jannick de Jong    | Erik Riss            | Dimitri Bergé        |
| 2016 | 5           | Mühldorf am Inn Eenrum Forssa Morizès Vechta                           | Erik Riss          | Jannick de Jong      | Mathieu Trésarrieu   |
| 2017 | 5           | Herxheim La Reole Mühldorf am Inn Eenrum Morizès                       | Mathieu Trésarrieu | Michael Härtel       | Josef Franc          |
| 2018 | 5           | Herxheim La Reole Roden Eenrum Mühldorf am Inn                         | Martin Smolinski   | Dimitri Bergé        | Mathieu Trésarrieu   |
| 2019 | 5           | Herxheim La Reole Mühldorf am Inn Morizès Roden                        | Dimitri Bergé      | Martin Smolinski     | Mathieu Trésarrieu   |
| 2020 | 2           | Morizès Rzeszów                                                        | Lukas Fienhage     | Kenneth Kruse Hansen | Mathieu Trésarrieu   |
| 2021 | 2           | Marmande Rzeszów                                                       | Romano Hummel      | Martin Smolinski     | Theo Pijper          |
| 2022 | 6           | Rzeszów Mühldorf am Inn Scheeßel Morizès Vechta Roden                  | Mathieu Trésarrieu | Zach Wajtknecht      | Chris Harris         |
| 2023 | 6           | Herxheim Ostrow Marmande Scheeßel Morizès Mühldorf am Inn              | Martin Smolinski   | Chris Harris         | Kenneth Kruse Hansen |
| 2024 | 5           | Herxheim Marmande Scheeßel Vechta Roden                                | Martin Smolinski   | Lukas Fienhage       | Zach Wajtknecht      |
| 2025 | 4           | Mühldorf am Inn Marmande Scheeßel Roden                                |                    |                      |                      |

### Medaillenspiegel der Langbahn-Weltmeisterschaft nach Fahrern
| Platz | Fahrer                |   |   |   | Gesamt |
| ----- | --------------------- | - | - | - | ------ |
| 1.    | Gerd Riss             | 8 | 1 | 4 | 13     |
| 2.    | Simon Wigg            | 5 | 2 | 0 | 7      |
| 3.    | Robert Barth          | 4 | 3 | 2 | 9      |
| 4.    | Karl Maier            | 4 | 2 | 4 | 10     |
| 5.    | Jonas Kylmäkorpi      | 4 | 2 | 1 | 7      |
| 6.    | Kelvin Tatum          | 3 | 4 | 1 | 8      |
| 7.    | Martin Smolinski      | 3 | 3 | 0 | 6      |
| 8.    | Egon Müller           | 3 | 2 | 2 | 7      |
| 9.    | Ivan Mauger           | 3 | 2 | 0 | 5      |
| 10.   | Erik Riss             | 2 | 1 | 0 | 3      |
| 11.   | Mathieu Trésarrieu    | 2 | 0 | 5 | 7      |
| 12.   | Erik Gundersen        | 2 | 0 | 0 | 2      |
| 13.   | Jannick de Jong       | 1 | 3 | 0 | 4      |
| 14.   | Alois Wiesböck        | 1 | 2 | 1 | 4      |
| 15.   | Ole Olsen             | 1 | 1 | 3 | 5      |
| 16.   | Anders Michanek       | 1 | 1 | 1 | 3      |
| 16.   | Dimitri Bergé         | 1 | 1 | 1 | 3      |
| 18.   | Lukas Fienhage        | 1 | 1 | 0 | 2      |
| 19.   | Marcel Gerhard        | 1 | 0 | 2 | 3      |
| 20.   | Shawn Moran           | 1 | 0 | 1 | 2      |
| 21.   | Michael Lee           | 1 | 0 | 0 | 1      |
| 21.   | Tom Dunker            | 1 | 0 | 0 | 1      |
| 21.   | Romano Hummel         | 1 | 0 | 0 | 1      |
| 24.   | Manfred Poschenrieder | 0 | 2 | 1 | 3      |
| 25.   | Hans Siegl            | 0 | 2 | 0 | 2      |
| 25.   | Jiri Stancl           | 0 | 2 | 0 | 2      |
| 25.   | Ales Dryml            | 0 | 2 | 0 | 2      |
| 28.   | Peter Collins         | 0 | 1 | 2 | 3      |
| 29.   | Christoph Betzl       | 0 | 1 | 1 | 2      |
| 29.   | Bernd Diener          | 0 | 1 | 1 | 2      |
| 29.   | Steve Schofield       | 0 | 1 | 1 | 2      |
| 29.   | Theo Pijper           | 0 | 1 | 1 | 2      |
| 29.   | Richard Speiser       | 0 | 1 | 1 | 2      |
| 29.   | Kenneth Kruse Hansen  | 0 | 1 | 1 | 2      |
| 29.   | Chris Harris          | 0 | 1 | 1 | 2      |
| 29.   | Zach Wajtknecht       | 0 | 1 | 1 | 2      |
| 37.   | Klaus Lausch          | 0 | 1 | 0 | 1      |
| 37.   | Mitch Shirra          | 0 | 1 | 0 | 1      |
| 37.   | André Pollehn         | 0 | 1 | 0 | 1      |
| 37.   | Glen Phillips         | 0 | 1 | 0 | 1      |
| 37.   | Stéphane Trésarrieu   | 0 | 1 | 0 | 1      |
| 37.   | Michael Härtel        | 0 | 1 | 0 | 1      |
| 43.   | Dirk Fabriek          | 0 | 0 | 2 | 2      |
| 43.   | Josef Franc           | 0 | 0 | 2 | 2      |
| 45.   | Runo Wedin            | 0 | 0 | 1 | 1      |
| 45.   | Jon Ödegaard          | 0 | 0 | 1 | 1      |
| 45.   | Josef Aigner          | 0 | 0 | 1 | 1      |
| 45.   | Chris Morton          | 0 | 0 | 1 | 1      |
| 45.   | Hans-Otto Pingel      | 0 | 0 | 1 | 1      |
| 45.   | Jan O. Pedersen       | 0 | 0 | 1 | 1      |
| 45.   | Walter Scherwitzki    | 0 | 0 | 1 | 1      |
| 45.   | Glen Cunningham       | 0 | 0 | 1 | 1      |
| 45.   | Matthias Kröger       | 0 | 0 | 1 | 1      |
| 45.   | Paul Hurry            | 0 | 0 | 1 | 1      |
| 45.   | Stephan Katt          | 0 | 0 | 1 | 1      |
| 45.   | Richard Hall          | 0 | 0 | 1 | 1      |

### Medaillenspiegel der Langbahn-Weltmeisterschaft nach Nationen
| Platz | Nation                |    |    |    | Gesamt |
| ----- | --------------------- | -- | -- | -- | ------ |
| 1.    | Deutschland           | 27 | 25 | 22 | 74     |
| 2.    | Großbritannien        | 9  | 11 | 10 | 30     |
| 3.    | Finnland              | 4  | 2  | 1  | 7      |
| 4.    | Neuseeland            | 3  | 3  | 0  | 6      |
| 5.    | Frankreich            | 3  | 2  | 6  | 11     |
| 6.    | Dänemark              | 3  | 2  | 5  | 10     |
| 7.    | Niederlande           | 2  | 4  | 3  | 9      |
| 8.    | Schweden              | 1  | 1  | 2  | 4      |
| 9.    | Schweiz               | 1  | 0  | 2  | 3      |
| 10.   | USA                   | 1  | 0  | 1  | 2      |
| 11.   | Tschechische Republik | 0  | 4  | 2  | 6      |
| 12.   | Norwegen              | 0  | 0  | 1  | 1      |

## Langbahn-Team-Weltmeisterschaft
Neben der individuellen Langbahn-Weltmeisterschaft führte der Motorrad-Weltverband „FIM“ ab der Saison 2007 eine Langbahn-Team-Weltmeisterschaft für Nationalmannschaften ein.